# Marcello Messori
Marcello Messori (Biella, 7 luglio 1950) è un economista italiano.

## Biografia
Dopo aver conseguito due lauree in materie economiche e sociali (Università di Torino 1973 e di Trento 1975), dall'anno accademico 1978-79 è stato docente in varie Università italiane. In particolare, come professore ordinario, ha insegnato presso l’Università di Cassino e presso l'Università di Roma "Tor Vergata". Dall'anno accademico 2012-13, insegna alla LUISS Guido Carli di Roma, dove è direttore della School of European Political Economy. Sposato, con un figlio, risiede attualmente a Roma.

## Attività Professionale
Messori ha lavorato nel campo delle teorie e della storia delle teorie monetarie e bancarie, della nuova economia keynesiana e della teoria dei contratti, dell'analisi di specifici sistemi economici e delle loro crisi. Tra i suoi interessi si annoverano i problemi di governance economica dell'Unione europea e dell'Unione economica e monetaria europea. È autore di quattordici libri e di circa centocinquanta saggi. 
È inoltre stato Presidente del Comitato scientifico del CER, membro di altri Comitati scientifici (fra i quali, Astrid) e socio del Consiglio italiano per le Scienze Sociali. Ha svolto attività di insegnamento e di ricerca presso le Università di Louvain-la-Neuve, Paris X – Nanterre e Nice (LATAPSES); e attività di ricerca presso il M.I.T., l'Università di Stanford, Oxford, UWS- Sydney, UQUAM – Montréal e lo University College di Dublino.
Oltre all'attività di ricerca e di insegnamento, è stato impegnato in compiti istituzionali. Dopo una breve esperienza come Consigliere economico per le privatizzazioni, assetti proprietari e finanza e come membro del Comitato degli esperti presso la Presidenza del Consiglio, è stato presidente di una Società istituita dal Ministero del Tesoro per lo sviluppo dei fondi pensione (MeFoP) e dell'Associazione italiana delle società di risparmio gestito (Assogestioni) e membro del Board of directors dell'Associazione europea della previdenza complementare (EFRP). Attualmente, è membro indipendente di alcuni Consigli di amministrazione. È infine editorialista di “Corriere della Sera” e “Corriere della sera – Economia”. È stato editorialista di: “la Repubblica” e “Il Sole-24 Ore”. 
Il 29 maggio 2014 viene nominato Presidente delle Ferrovie dello Stato Italiane, incarico che ha ricoperto fino al 26 novembre 2015. È docente dei Master di 24ORE Business School.

## Opere
- (con Pier Giorgio Ardeni) Il razionamento del credito. Modelli e sviluppi analitici, Editori Laterza, 1996;
- (con Pier Carlo Padoan e Nicola Rossi) Proposte per l'economia italiana, Editori Laterza, 1998;
- (con Roberto Tamborini e Alberto Zazzaro) Il sistema bancario italiano. Le occasioni degli anni Novanta e le sfide dell'euro, Carocci Editore, 2003
- (con Fabrizio Mattesini) L'evoluzione del sistema bancario meridionale: problemi aperti e possibili soluzioni, Il Mulino, 2004;
- Modello di sviluppo dell'economia italiana quarant'anni dopo, EGEA, 2012;
- (Paolo Giordani e Raoul Minetti) L'identità del fare. Economia e diritti nell'Europa del XXI secolo, LUISS University Press, 2020;
- Recovery pathways. The difficult Italian convergence in the Euro area, Bocconi University Press, 2021;